# Francesco Antonio Franzoni
Francesco Antonio Franzoni (ur. 23 stycznia 1734 w Carrarze, zm. 3 marca 1818 w Rzymie) – włoski rzeźbiarz i restaurator.

## Życiorys
Francesco Antonio Franzoni urodził się w Carrarze 23 stycznia 1734 roku. Od 1758 roku był aktywny w Rzymie. Pod koniec lat sześćdziesiątych XVIII wieku pracował przy restauracji kolekcji Giovanniego Battisty Piranesiego. Zatrudniony został, najpierw przez papieża Klemensa XIV, następnie Piusa VI do restauracji posągów w Museo Pio-Clementino. W latach 1776–1784 brał udział w dekorowaniu zakrystii w Bazylice św. Piotra. Zmarł 3 marca 1818 w Rzymie.

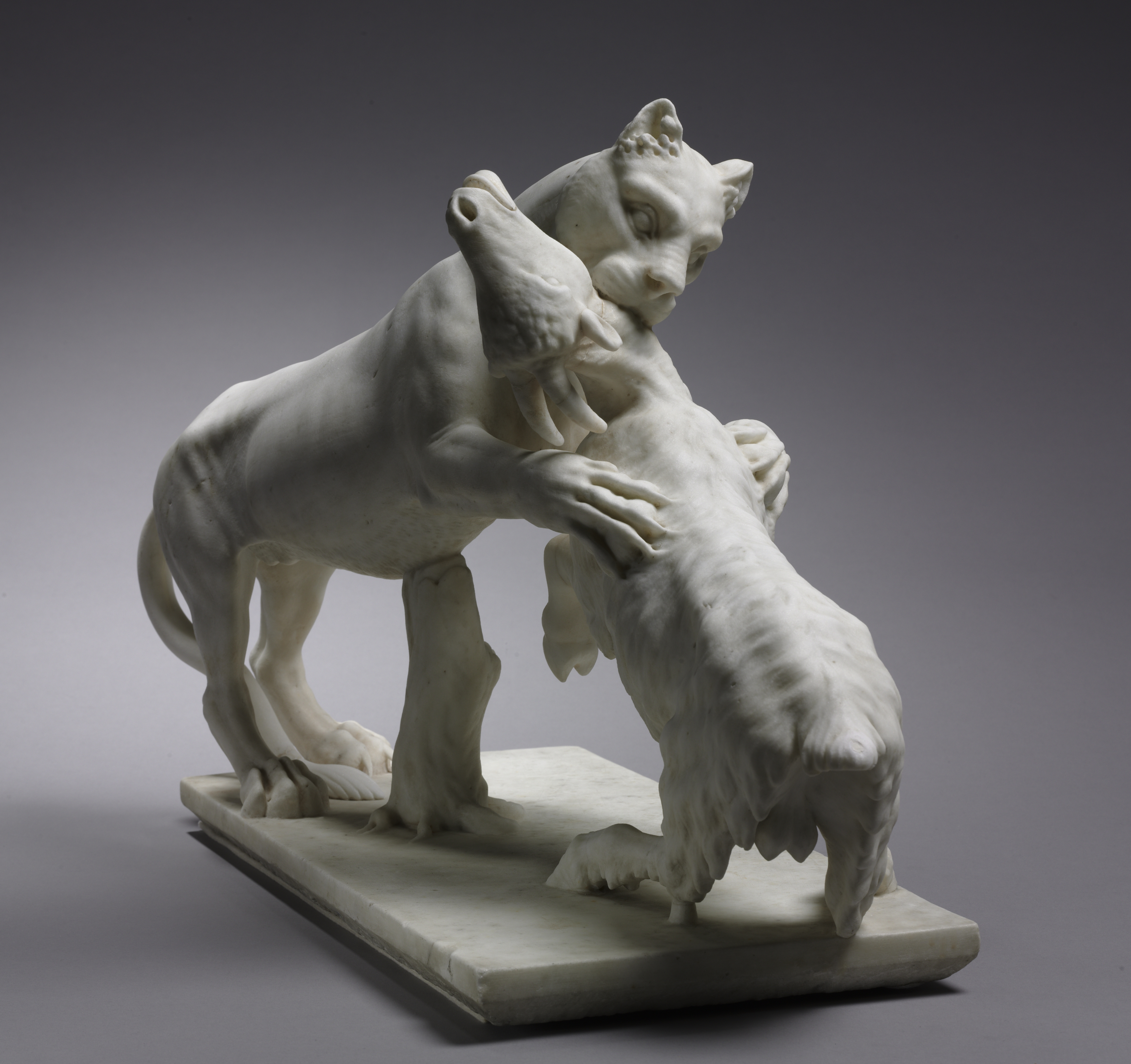
Pantera atakująca kozę
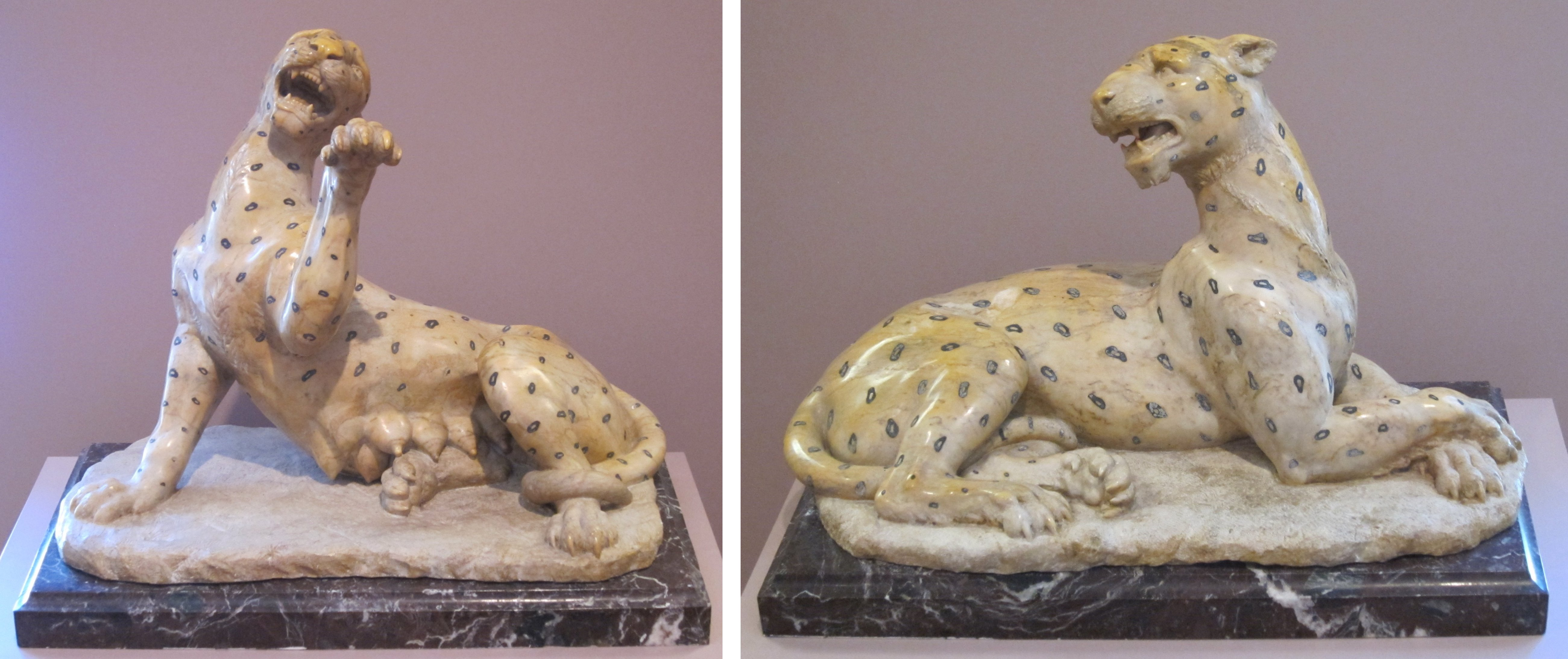
Para lampartów
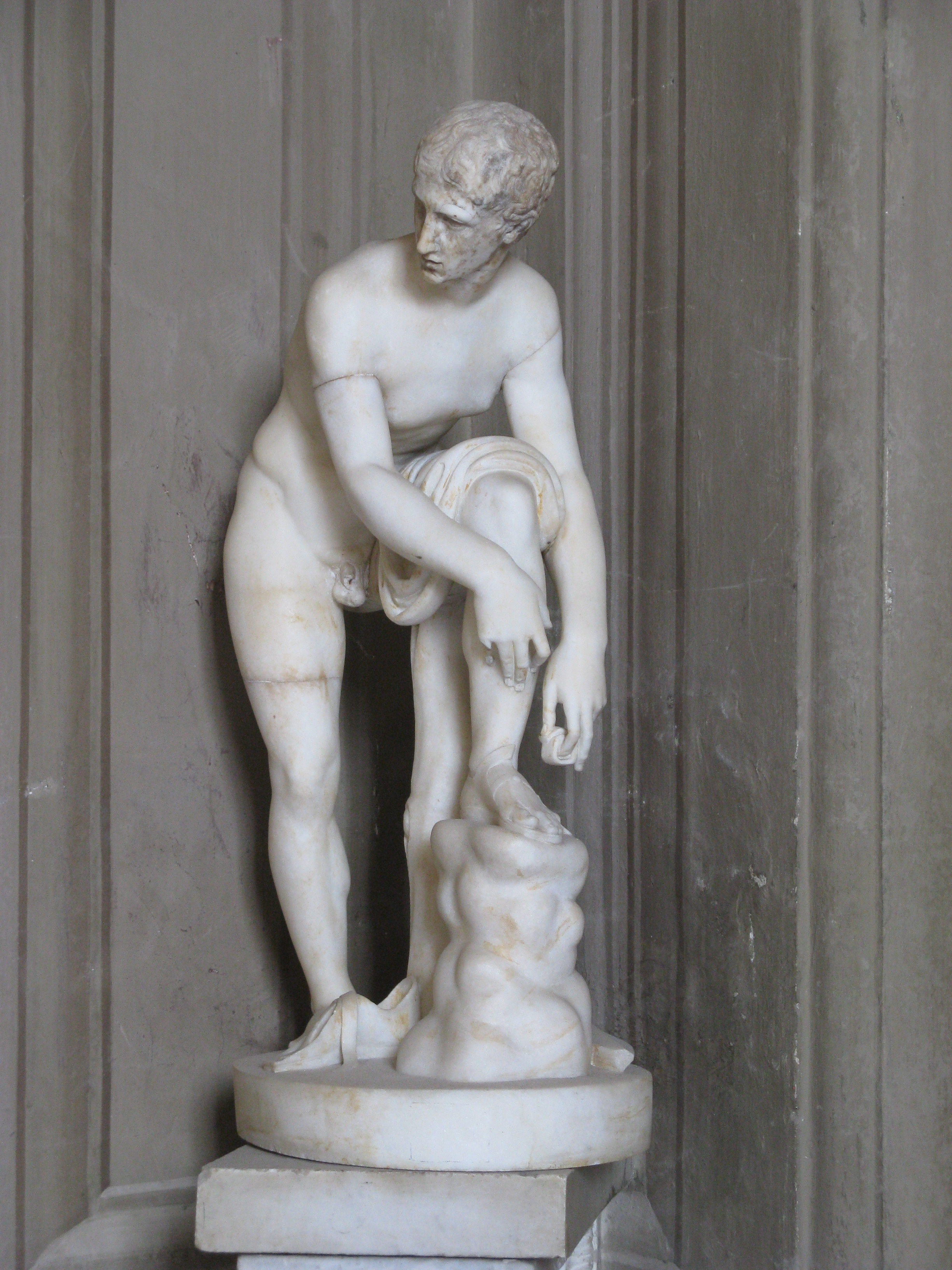
Hermes zawiązujący sandał